# Krystyna Janowicz
Krystyna Janowicz (ur. 13 marca 1943 w Bydgoszczy, zm. 13 stycznia 2007 w Szczecinie) – polska profesor nauk rolniczych w zakresie entomologii, nematologii i ochrony roślin, nauczyciel akademicki

## Życiorys
Krystyna Janowicz ukończyła studia na Wydziale Rolniczym Wyższej Szkoły Rolniczej w Szczecinie w 1967 z dyplomem magistra inżyniera rolnictwa. W 1975 otrzymała stopień doktora nauk rolniczych po obronie dysertacji Biologia Aphelenchaides sacchari Hooper, 1958 (Nemetoda Aphelenchoididae) i jego szkodliwość dla pieczarki Agrarius Bisporus Lange, 1926 (promotor: doc. dr hab. Michał Brzeski). Stopień doktora habilitowanego otrzymała w 1991 na podstawie rozprawy Wzajemne oddziaływanie nicieni Ditylenchus destructor i Globodera rostochiensis oraz grzybów pasożytujących na ziemniaku. W 2002 otrzymała tytuł profesora nauk rolniczych. 
Bezpośrednio po studiach w 1967 została zatrudniona jako nauczyciel akademicki w Katedrze Entomologii Wyższej Szkoły Rolniczej w Szczecinie, gdzie przeszła przez wszystkie szczeble kariery akademickiej, począwszy od stanowiska asystenta stażysty, asystenta, starszego asystenta, adiunkta (1975–1993), profesora nadzwyczajnego (1993–2003) aż do stanowiska profesora zwyczajnego (2004-2007). W latach 2002–2005 była kierownikiem Katedry Entomologii, pełniła funkcję prodziekana Wydziału (2002-2007).
Została pochowana 18 stycznia 2007 na Cmentarzu Centralnym w Szczecinie (kw. 66A/1/22A).

## Praca naukowo-dydaktyczna
Krystyna Janowicz prowadziła badania faunistyczne z zakresu nematologii oraz biologii i szkodliwości nicieni Aphelenchoides sacchari dla pieczarki. Zajmowała się także badaniem reakcji odmian ziemniaka na porażenie przez nicienie Globodera rostochiensis oraz przez Ditylenchus destructor przy współwystę-powaniu z grzybami patogenicznymi, a także interakcji zachodzących pomiędzy pasożytniczymi nicieniami i grzybami na różnych gatunkach roślin. Pracowała nad biologicznymi metodami ograniczania populacji nicieni Meloidogyne incognita w szklarniach oraz możliwością wykorzystania glebowych grzybów saprofitycznych (m.in. Penicillium verucosum var. cyclopium, Fusarium oxysporum, Rhizoctonia solani) w ograniczaniu populacji Globodera. Opublikowała ponad 200 prac. Wypromowała 3 doktorów. W latach 1987–1989 była kierownikiem Podyplomowego Studium Ochrony Roślin. 

## Wybrane publikacje
- Wzajemne oddziaływanie nicieni Ditylenchus Destructor i Globodera Rostochiensis oraz grzybów pasożytujących na ziemniaku. Wydaw. AR Szczecin 1990, Rozprawy, 132, 65 ss.
- Entomopathogenic fungi isolated in the vicinity of Szczecin. „Acta Mycol.” 1998, 33, 1, s.123-130 (wsp. Ryszard Miętkiewicz, Magdalena Dzięgielewska)[8]
- Effect of Penicillium frequentans and Stachybotrys chartarum on respiratory metabolism of developing eggs of Ascaris suum (Nematoda). „Acta Mycol.” 2001, 36, 1, s.158-168 (wsp. Lidia Kołodziejczyk, Wanda Kuźna-Grygiel, Kinga Mazurkiewicz-Zapałowicz)[9]

## Nagrody i odznaczenia[4]
- nagroda indywidualna rektora (1976, 1979, 1982, 1983, 1986, 1985,  1989, 1992, 2002)
- nagroda zespołowa rektora (1970, 1997)
- złota odznaka SITR „Za zasługi w rozwoju rolnictwa na terenie województwa szczecińskiego” (1979)
- odznaczenie „Za zasługi dla rozwoju rolnictwa ziemi koszalińskiej” (1986)
- Srebrny Krzyż Zasługi (1996)
- Medal Komisji Edukacji Narodowej (2003)

## Link zewnętrzny
Publikacje Krystyny Janowicz w bazie Researchgate (dostęp 09.08.2025)